# Hrabstwo Bowie

Piramida wieku hrabstwa

Hrabstwo Bowie – hrabstwo położone w USA w stanie Teksas. Utworzone w 1840 r. Siedzibą władz hrabstwa jest Boston, a największym miastem w hrabstwie Texarkana. Nazwa hrabstwu została nadana na cześć bohatera bitwy o Alamo – Jamesa Bowie.

## Geografia
Północną granicę hrabstwa wyznacza rzeka Red River, a od południa rzeka Sulphur, wraz z Jeziorem Wrighta Patmana (20 tys. akrów).

### Miasta
- De Kalb
- Hooks
- Leary
- Maud
- Nash
- New Boston
- Red Lick
- Redwater
- Texarkana
- Wake Village

### Sąsiednie hrabstwa
- Hrabstwo McCurtain, Oklahoma (północny zachód)
- Hrabstwo Little River, Arkansas (północ)
- Hrabstwo Miller, Arkansas (wschód)
- Cass County (południe)
- Morris County (południowy zachód)
- Hrabstwo Red River (zachód)

## Gospodarka
W 2017 roku 24% areału hrabstwa pokrywają lasy.
- Produkcja, przemysł obronny (zakład Lockheed Martin), opieka zdrowotna i logistyka w Texarkana[4]
- hodowla brojlerów (26. miejsce w stanie), koni (30. miejsce) i bydła[3]
- uprawa choinek (26. miejsce), soi, orzechów pekan, kukurydzy i pszenicy[3]
- przemysł mleczny (31. miejsce)[3]
- produkcja siana[3]
- szkółkarstwo[3].

## Demografia
- biali nielatynoscy – 61,9%
- czarni lub Afroamerykanie – 25,9%
- Latynosi – 8,4%
- rasy mieszanej – 2,6%
- Azjaci – 1,3%
- rdzenni Amerykanie – 1,2%[5].

## Religia
Członkostwo w 2010 roku:
- protestanci (baptyści – ponad 35%, metodyści – 7,2%, ewangelikalni bezdenominacyjni – 4,7%, campbellici – 3,8%, zielonoświątkowcy – ok. 3% i wiele mniejszych wyznań)
- katolicy – 3,9%
- mormoni – 1,4%
- świadkowie Jehowy (3 zbory).